# László Inczédy
László Inczédy (n. 1809 – d. 1882) a fost un colonel maghiar care s-a evidențiat în luptele din cadrul Revoluției Maghiare de la 1848-1849.

## Cariera militară
Începând din 1831 a fost militar în Regimentul 17 Grăniceri, iar în 1848 era deja locotenent în Regimentul 52 Infanterie. De la mijlocul lui iunie 1848 a fost căpitan în Batalionul 8, iar la sfârșitul lunii septembrie a devenit comandant al Batalionului 14. În ianuarie 1849 a părăsit temporar serviciul activ din cauza unei boli, dar în februarie a fost avansat la gradul de locotenent-colonel. La sfârșitul lunii aprilie a fost numit comandant de baterie la Carei. De la mijlocul lunii mai 1849 a condus un detașament de 2100 de militari maghiari care a luptat cu puțin succes împotriva revoluționarilor români din Munții Zarandului. În luna iunie a luat parte la campania militară maghiară condusă de colonelul Farkas Kemény. În 16 august 1849 a fost promovat la gradul de colonel. O mare parte a unității sale a depus voluntar armele după încheierea Păcii de la Șiria, în timp ce restul militarilor a depus armele pe 22 august. După înfrângerea Armatei Maghiare a fost condamnat la o pedeapsă de 10 ani în închisoare, dar în 1852 a fost amnistiat. După Compromisul austro-ungar din 1867 a fost directorul mai multor închisori din Ungaria.